# Психостимулятор
Психостимулятори — група різноманітних речовин з однією спільною ознакою: унаслідок їх вживання прискорюється темп мислення (при цьому міркування стає поверхневим, легким, менш обдуманим). Частина препаратів цієї групи має також властивість спотворювати сприйняття довколишнього світу, тому подібна до галюциногенів. Існують психостимулятори рослинного походження (кока, ефедра, кола), проте вони зустрічаються переважно у вигляді хімічних субстанцій (порошків) або таблеток.
Ефедрин — білий порошок з гірким смаком, кристалики якого мають видовжену форму. Може зустрічатися у вигляді розчину в ампулах з маркуванням «Ефедрин». Також ефедрин міститься в препараті «Солутан» і в мазі «Сунореф».
Псевдоефедрин, меткатинон (ефедрин) — похідні ефедрину. У чистому вигляді у нас не зустрічаються. Переважно виготовляються самими наркоманами безпосередньо перед вживанням з того, що перераховано вище (за допомогою марганцівки і оцтової кислоти). У цьому випадку мають вигляд прозорого розчину (жаргонні назви «біле», «білий розчин», «марцефаль») із запахом оцту. Вводять внутрішньовенно.
Сьогодні широко рекламуються різноманітні імпортні препарати, що містять псевдоефедрин (наприклад, phentermine та інш.) як засоби для зменшення катаральних явищ та інших симптомів при ГРВІ. При зловживанні ці засоби також можуть становити небезпечність в плані розвитку лікарської залежності.
- Фенамін (амфетамін) — препарат, який зустрічається як у вигляді таблеток, так і у вигляді порошку, може бути розфасований в капсули. Застосовують його і внутрішньо, і внутрішньовенно (що, звичайно, недопустимо). Вигляд і колір таблеток і капсул різноманітні. Амфетамін і подібні до нього речовини можуть входити до складу «чудодійних препаратів на травах для схуднення» — будьте обережні!
- «Екстазі», «ХТС» — група похідних амфетаміну (метилен-диокси-метамфетамін МДМА, метокси-метилен-диоксиметамфетамін ММДА й інші), для яких з метою реклами винайдена приваблива назва «екстазі», розрахована на молодих споживачів. Виробляються у вигляді різнокольорових таблеток різної форми, деколи з малюнками на поверхні. Вживають їх тільки внутрішньо.
- Кокаїн або «кокс» — це білий порошок, який виготовляють із листя коки. Його вживання веде до підвищення бадьорості, активності, навіть ейфорії. Дехто вважає кокаїн соціальним «розважальним» наркотиком, як і алкоголь, хоча він призводить до виникнення психологічної залежності, викликає галюцинації, страх, параною.
- Кофеїн
- Нікотин